# Bežtinci
Bežtinci su narod cezijske ili didojske grupe avarsko-andodidojskih naroda nastanjen u zapadnom Dagestanu. Ime Бежтины ili Bežtinci njihov je vlastiti naziv za sebe, dok ih Avarci nazivaju H'vanal (Хьванал) u značenju 'konjanik' ("лошадники"), a poznati su i kao Kapuča (Капуча) kod Gruzijaca.
Bežtinci su domoroci zapadnog Dagestana, kojih ukupno u suvremeno doba ima oko 9000, od čega oko 1000 u Gruziji. Služe se vlastitim bežtinskim jezikom a u upotrebi su i avarski, ruski, cezijski, gunzibski i ginuhski. Piše se na avarskom jeziku prilagođenom ruskom ćirilicom. 
Kroz svoju povijest Bežtinci na ovom području žive sve od druge polovice prvog milenija iza Krista. Tradicionalno su uzgajivači ječma, raži, pšenice, zobi, češnjaka, duhana i drugog. 
Obitelj je malena, patrilinearna, tuhum, što je karakteristika Cahura, i organizirani u zajednice džamaat (джамааты), te je uobičajeno poštovanje starijih. 
Odjeća se kao i u drugih Kavkazaca sastoji uz hlače i košulje od obaveznog beshmeta, a sve do druge polovice 19. stoljeća bilo je uobičajeno za muškarce da za pojasom nose nož i bodež. Glave briju a brkove i brade ostavljaju da raste.
Tradicionalna hrana temelji se na brašnu, mlijeku i mesu, kao što su različiti hinkali i beskvasni i kiseli kruhovi, juhe, kuhano meso, pite i sirevi.

## Vanjske poveznice
- Бежтинцы - Россия, Russia